# Латишева Клавдія Марківна
Катерина Марківна Латишева (10 грудня 1926, село Петрово-Солониха, тепер Миколаївського району Миколаївської області — ?) — українська радянська діячка, новатор  виробництва, електрозварниця Миколаївського механічного заводу Миколаївської області. Депутат Верховної Ради УРСР 6-го скликання.

## Біографія
Народилася в селянській родині. Закінчила семирічну школу.
Після закінчення школи працювала у радгоспі, а у 1946 році переїхала до міста Миколаєва.
З 1946 року — учениця стержньовика Миколаївського механічного заводу. У січні 1947 року здобула виробничий розряд стержнівниці, навчалася на курсах електрозварників.
З 1940-х років — електрозварниця Миколаївського механічного заводу Миколаївської області. Змінні завдання виконувала на 120—140 %, керувала школою передового досвіду. Ударниця комуністичної праці. Член заводського комітету профспілки.
Член КПРС з 1961 року.
Потім — на пенсії у місті Миколаєві Миколаївської області.

## Нагороди
- орден Леніна (7.03.1960)
- медалі